# Hoher Aderscheitel
Der Hohe Aderscheitel (3201 m ü. A.) ist ein Berggipfel des Maurerkamms in der Venedigergruppe in Osttirol (Österreich). Er liegt im Westen des Gemeindegebiets von Prägraten am Großvenediger.

## Lage
Der Hohe Aderscheitel liegt am sogenannten Aderscheitelkamm, der vom Abfluss des Umbalkees zum Essener Eck (3006 m ü. A.) aufsteigt und danach über den Niederen Aderscheitel (3119 m ü. A.) zum Hohen Aderscheitl sowie weiter zur Südlichen Malhamspitze (3326 m ü. A.) verläuft. Auf Grund der Nähe zum alpinistisch bedeutenden Massiv der Malhamspitzen handelt es sich um einen vergleichsweise unbedeutenden Gipfel. Die Nordflanke des Hohen Aderscheitel wird fast zur Gänze vom Umbalkees bedeckt, südlich liegt das wesentlich kleinere Gubachkees. 

## Aufstiegsmöglichkeiten
Der Normalweg auf den Hohen Aderscheitel nimmt seinen Ausgang an der Clarahütte. Von der Clarahütte folgt der Anstieg zunächst dem Talgrund der Isel nach Norden bis sich an von Osten einmündenden Bächen über Steilzonen eine Aufstiegsmöglichkeit bietet. Oberhalb der Steilzonen quert der unmarkierte Weg nach Norden zum Gipfel, wobei man über reines Gehgelände zunächst das Essener Eck erreicht. Vom Essener Ecker gelangt man direkt am Grat mit leichten Kletterstellen schließlich zum Niederen und danach zum Hohen Aderscheitel  (I). Vom Hohen Aderscheitel ist in der Folge der Anstieg zur Südlichen Malhamspitze  (I) möglich.